# ویسیل
ویسیل (به انگلیسی: Withiel) یک روستا و محله مدنی در بریتانیا است که در کورنوال واقع شده‌است. ویسیل ۳۳۱ نفر جمعیت دارد.